# Jetpur Devli
Jetpur Devli fou una de les branques en què estava dividit el principat de Jetpur al segle xx, abans de ser abolit el 9 d'agost de 1937 pel seu excessiu fraccionament. Estava governat per V. S. Vala Amra Laxman. La superfície el 1901 era de 243 km² i població d'11.568 habitants en 21 pobles; el 1931 era de 303 km² i població de 16.005 habitants. Era considerat estat de quarta classe al Kathiawar el 1901 però el sobirà tenia rang de tercera classe.